# Manaquí pitblanc
El manaquí pitblanc (Corapipo gutturalis) és un ocell de la família dels píprids (Pipridae).

## Hàbitat i distribució
Habita els boscos als vessants inferiors dels Tepuis del sud de Veneçuela, Guaiana i nord del Brasil.